# گیرالدو (انتیوکیا)
گیرالدو (انگلیسی: Giraldo, Antioquia) نام یک منطقه مسکونی در کلمبیا است.